# Train blindé de la Légion étrangère
L'expression Train blindé de la Légion étrangère désigne un ensemble de plusieurs trains blindés mis en place par le  2e régiment étranger en 1948, au Tonkin durant la guerre d'Indochine.
Le but est de protéger les convois des attaques du Việt Minh le long de la ligne du transindochinois et de soutenir l’armée le long de son parcours.
Cet ensemble est surnommé Nha-Trang (La Rafale).

## Contexte
La protection des ouvrages d'art et l'escorte des trains de ravitaillement pour parer aux embuscades, nécessite la création de trains blindés.

## Composition
La Rafale se compose de trois ou quatre trains de plusieurs rames qui se suivent à une distance de 300 m environ.
Il est composé de wagons blindés, protégés par des plaques de métal soudées entre elles. Les toits sont surmontés de tourelles mobiles armées de mitrailleuses lourdes, de tourelles provenant d'automitrailleuses britanniques, de mortiers de 60 et 81 mm.
Les parois, quant à elles, sont renforcées de briques et de ciment ; des meurtrières permettent à l'équipage de repousser les attaques ennemies. Deux wagon, ne sont pas blindés et servent à transporter tout le matériel nécessaire (y compris les rails) pour parer à un sabotage et refaire la voie le cas échéant.
De la tête jusqu’à la queue, ce train est composé de :
- 2 wagons pilotes, en tête du convoi pour faire exploser les éventuelles mines ;
- 1 locomotive ;
- 1 wagon de commandement ;
- 8 wagons de combat ;
- 1 voiture infirmerie ;
- 2 wagons attribués au génie chargés de rails et de matériel, en tête et fin de convoi, pour les réparations rapides en cas de besoin ;

Une deuxième locomotive est en réserve, ou, parfois, assure une double traction. L’autonomie du train (réserves de charbon, eau, nourriture, munitions, etc.) est de 72 heures. L’équipage est constitué d’une centaine d’hommes.

### Armement
L'armement est composé de :
- 8 mitrailleuses jumelées ;
- 1 canon de 40 mm sur tourelle ;
- 1 canon de 20 mm sur tourelle ;
- des lance-grenades et
- 2 mortiers de 60 et 81 mm.

Chacun comprend des wagons blindés équipés de canons fixés sur tourelle, de mitrailleuses et de postes émetteurs. Un train pilote ouvre la marche, précédé de plates-formes sur lesquelles sont posés des matériaux de secours et où veillent des vigies. Chaque rame possède une escorte de protection dotée de moyens de défense.
L'armée assure ainsi le transport et la protection de la population et des marchandises entassées dans les wagons.

## Histoire
Le Nha-Trang (La Rafale) est armé par la compagnie régimentaire du 2e étranger à partir de 1948.
Le train résiste ainsi à toutes les embuscades, à tous les sabotages et devient un symbole qui roule tout le temps que dure l'Indochine française.
En juillet 1954, quand la guerre d’Indochine se termine, le train est assigné à l'armée de la république du Viêt Nam qui arrête son activité.